# نوک‌بزرگ زرین
نوک‌بزرگ زرین (نام علمی: Peucticus chrysogaster)، که همچنین به عنوان نوک‌بزرگ شکم‌زرین یا نوک‌بزرگ زرد جنوبی نیز شناخته می‌شود، گونه‌ای از نوک‌بزرگ‌ها از تیرهٔ کاردینالان (Cardinalidae) است. شبیه نوک‌بزرگ زرد است و گاهی با آن هم‌گونه در نظر گرفته شده است.
نوک‌بزرگ زرین در کلمبیا، اکوادور، پرو، ترینیداد و توباگو و ونزوئلا یافت می‌شود. زیستگاه‌های طبیعی آن جنگل‌های خشک نیمه‌گرمسیری یا گرمسیری، جنگل‌های کوهستانی نمناک نیمه‌گرمسیری یا گرمسیری، بوته‌زارهای خشک گرمسیری یا نیمه‌گرمسیری و جنگل‌های پیشین به‌شدت دگرگون‌شده است.